# کارل البس
کارل البس (آلمانی: Karl Elbs; ۱ ژانویهٔ ۱۸۵۸ – ۱ ژانویهٔ ۱۹۳۳) یک شیمی‌دان، و استاد دانشگاه اهل آلمان بود. واکنش البس در شیمی آلی به افتخار وی نامگذاری شده‌است.
وی همچنین از سال ۱۸۷۷ در دانشگاه فرایبورگ آلمان در رشتهٔ علوم طبیعی به تحصیل پرداخت.